# Олефір Микола Олексійович
Олефір Микола Олексійович (нар. 27 липня 1929, село Хмелів Роменського району Сумської області ) — віце-президент державної компанії «Укрнафтохім», кандидат технічних наук, заслужений працівник промисловості України.

## Біографія
Олефір Микола Олексійович народився 27 липня 1929 року в селі Хмелів Роменського району Сумської області в родині робітників. У 1949 році закінчив Роменську середню школу № 34. В цьому ж році поступив на навчання у Львівський політехнічний інститут на нафтовий факультет, після закінчення якого тринадцять років працював у Башкирії на Ново-Уфимському нафтопереробному заводі.
Сорок шість років працював у нафтопереробній промисловості. 
Учасник Другої світової війни

### Трудова діяльність
Трудова діяльність Олефіра Миколи Олексійовича пов'язана з нафтопереробною і нафтохімічною промисловістю України. Початок діяльності пов'язаний з Ново-Уфимським нафтопереробним заводом. . М. О. працював над питаннями первинної переробки нафти, гідроочищення, коксування тощо.
З 1967 року працював у Головному управлінні Ради Міністрів УРСР з нафтопереробної та нафтохімічної промисловості (згодом Головнафтохімпром УРСР) начальником технічного відділу, начальником технічного управління. З 1976 року працював заступником начальника Головнафтохімпрому УРСР. З 1988 року Микола Олексійович перебував на посаді заступника директора виробничого об'єднання «Укрнафтохімпереробка», віце-президента державної нафтової компанії «Укрнафтохім», працював заступником генерального директора з економічних питань.

## Досягнення і відзнаки
- Кандидат технічних наук.
- Член колегії «Головнафтохімпрому»
- Відмінник нафтопереробної і нафтохімічної промисловості
- Заслужений працівник промисловості України
- Нагороджений орденом Трудового Червоного прапора, медалями